# Francesco Masciarelli
Francesco Masciarelli, född 5 maj 1986 i Pescara, är en professionell tävlingscyklist från Italien. Han tävlar för det italienska stallet Acqua & Sapone-Caffè Mokambo.

## Början
Francesco Masciarelli kommer från en cykelfamilj där pappan, Palmiro Masciarelli, är en tidigare tävlingscyklist och ägare till Acqua & Sapone-Caffè Mokambo. Även hans bröder och stallkamrater Simone Masciarelli och Andrea Masciarelli är cyklister.
Han fick prova på att vara professionell, genom att vara stagiaire, med Acqua & Sapone-Caffè Mokambo i slutet av 2005 och 2006. Han slutade tvåa på Morciola di Colbordolo 2006.

## Professionell
Året därpå, 2007, blev Francesco Masciarelli professionell med sin fars stall, Acqua & Sapone-Caffè Mokambo. Under året vann han etapp 3 och 5 av Tour of Japan. Han slutade trea på etapp 4 bakom Valentin Iglinskij och Kam Po Wong. Francesco Masciarelli blev till slut segrare även den japanska tävlingen framför de kazakiska cyklisterna Valentin Iglinskij och Aleksandr Djatjenko.
Under säsongen 2008 slutade Masciarelli trea på etapp 4 av Brixia Tour bakom Santo Anza och Eddy Ratti. Han slutade tvåa i tävlingen bakom Santo Anza. I oktober vann italienaren Giro del Lazio, innan han några dagar därpå slutade åtta i Giro dell'Emilia bakom Danilo Di Luca, Davide Rebellin, Aleksandr Kolobnev, Matthew Lloyd, Giampaolo Caruso, Cadel Evans och Michele Scarponi.
Francesco Masciarelli blev tvåa i ungdomstävlingen under Giro d'Italia 2009 bakom Kevin Seeldraeyers. Han slutade tävlingen på en 17:e plats och hans bästa resultat under tävlingen var en sjätte plats på etapp 16, uppför Monte Petrano. Francesco Masciarelli slutade trea på etapp 3 av Brixia Tour bakom Santo Anza och Leonardo Bertagnolli. Han slutade även trea på etapp 4 av Brixia Tour. I augusti slutade Francesco Masciarelli på tredje plats på etapp 5 av Vuelta a Burgos bakom Ezequiel Mosquera och Xavier Tondo. Han slutade tvåa på Tre Valli Varesine bakom Mauro Santambrogio.